# Hook-Gletscher (Alaska)
Der Hook-Gletscher ist ein etwa 10 km langer Talgletscher an der Südostflanke der Alaskakette in Alaska (USA). 

## Geografie
Der Hook-Gletscher befindet sich in der Aleutenkette und liegt vollständig innerhalb des Katmai-Nationalparks. Das Nährgebiet des Hook-Gletschers erstreckt sich entlang der Nordflanke eines Gebirgskamms mit den vulkanischen Gipfeln (von West nach Ost) Mount Denison, Mount Steller, Kukak und Devil’s Desk. Der Hook-Gletscher zieht sich wie viele andere Gletscher zurück. Das etwa 45 km² große Gletschergebiet ist mittlerweile auf drei Teilgletscher verteilt. Der Savonoski River entwässert den Hook-Gletscher nach Norden und wendet sich später nach Westen, um in den Naknek Lake zu münden.

## Namensgebung
Der Hook-Gletscher wurde 1923 von R. H. Sargent vom U.S. Geological Survey (USGS) benannt. Als Grund nannte er die hakenförmigen eisfreien Gebiete zwischen den Gletscherarmen.